# パソコン整備士
パソコン整備士（パソコンせいびし）は資格称号の1つ。
特定非営利活動法人IT整備士協会が主催する、パソコンのハードウェア・ソフトウェアに関する民間資格である。

## 概要
パソコン整備士認定試験は、特定非営利活動法人IT整備士協会（以下「協会」）が主催する情報処理技術系の民間資格で、パソコン整備士として認定されるには、認定試験に合格したのち、協会に活動会員（特定非営利活動法人の社員）として入会する必要がある。
主催者はこの資格を「メーカー・ベンダーにとらわれず、IT分野・インターネット社会で通用する広範で体系的な標準スキルを身に付け、個人情報の守秘義務を遵守できる人材であることを証明するもの」と、いわばベンダーニュートラルのIT資格に位置付けている。認定試験の合格者が活躍する分野として、PCのメンテナンス要員、ユーザサポート、インストラクター、情報教育担当などを想定している。
しかし、本資格は、国家資格である独立行政法人情報処理推進機構が行う情報処理技術者試験と異なり、民間団体が独自に設定し、審査基準を定めた民間資格である。
したがって、情報処理資格試験と異なり、運営者が制作する対策用公式テキスト・問題集が存在し、出題等もそれを前提とした出題がされるため、全般的に取得は容易である反面、資格に対する社会的認識および評価は著しく低い傾向にある。また、名称から通常想定される、パソコンの運用・整備・修理等に限定された業務範囲中でも、本資格所持者でなければ遂行できないという業務は、法律上も、業界上の慣習上も一切無く、本資格所持者が優遇される可能性がある場面は、PCショップ店員等のごく一部に限られるが現状である。
また、国家資格である情報処理技術者試験と異なり、資格の維持のためには、運営団体に対し継続的な年会費支払いが必要であり、後述するように、一定期間の未払い・滞納がある場合、自動的に資格喪失し、パソコン整備士資格を名乗ることができなくなることについても留意が必要である。なお、資格の再取得に関しては規約に特段の定めはない。

## 試験区分と問題構成
1級パソコン整備士、2級パソコン整備士、3級パソコン整備士と3種類の名称がある。試験名称はパソコン整備士検定である。
認定試験は随時実施され、パソコンスクール等を会場とする。試験時間はいずれも1時間30分。試験問題は協会が発売する公式テキストからだけでなく、テキスト外からも出題される。2級と3級については、協会のウェブサイトにサンプル問題が掲載されている。なお、下位級から順に合格することが必要である。2007年5月より、2級と3級は同日受験が可能となり、2011年5月より1級の2次試験は廃止され、多肢選択式のペーパーテストのみとなったが、2012年2月よりCBTが導入された。
| 級  | 名称              | 出題範囲 | 出題形式 |
| --- | ----------------- | --- | -------- |
| 1級 | 1級パソコン整備士 | サーバ構成、サーバ運用と保守、ネットワーク 情報管理、トラブルシューティング                                               | 選択80問 |
| 2級 | 2級パソコン整備士 | パソコンの構成要素、ネットワーク構築、インターネットセキュリティ トラブルシューティング、法令の遵守                       | 選択80問 |
| 3級 | 3級パソコン整備士 | パソコンのハードウェア、パソコンのソフトウェア、インターネットへの接続 インターネットセキュリティ、トラブル対応、情報倫理 | 選択80問 |

## 合格者、合格率
公式ウェブページでは合格者数、合格率などは公表されていない。しかし、特定非営利活動法人として内閣府のNPO一覧には事業報告とともに1～3級の合計受験者数と合格者数が記載されていて公開されている。インターネットから誰でも閲覧することが可能。
平成22年度の総受験者は事業報告によると、5月は2,194人が受験し1,088人が合格。11月は2,093人が受験し1,273人が合格したと公表されている。

## 活動会員
パソコン整備士と認定されるには活動会員としてIT整備士協会に入会して会員となり、入会金及び年会費を納付する必要がある。これは協会が特定非営利活動法人であり、会員は民法上の社員として扱われるため。
会員･会費規定を参照
入会金は2,000円、年会費5,000円、カード発行登録料3,000円が入会時にかかる。
会員の特典として以下のものが挙げられる。
- ADJUSTER ONLINE の閲覧。
- IT関連企業の協力のもと、ニュースや用語解説、コラムが記載されたメルマガが送られてくる。
- 保有資格を陳腐化させず、レベル維持・向上のための「フォローアッププログラム」が提供される。
- 求人やセミナー情報が配信される。

## 資格の喪失
協会が定めている会員･会費規定の第6条によれば、2年間にわたり会費を滞納、すなわち会費を支払わなかった場合、会員資格としての資格を喪失するとある。この場合、会員資格の喪失で自動的に資格も喪失するものと考えられる。